# Bray-en-Val
Bray-en-Val település Franciaországban, Loiret megyében. Lakosainak száma 1443 fő (2018. január 1.). Bray-en-Val Bonnée, Les Bordes, Bouzy-la-Forêt, Lorris, Saint-Aignan-des-Gués, Saint-Benoît-sur-Loire és Vieilles-Maisons-sur-Joudry községekkel határos.

## Népesség
A település népességének változása:
| Lakosok száma | 1393 | 1434 | 1797 | 1453 | 1443 |
|               | 2013 | 2015 | 2016 | 2017 | 2018 |